# 伊日·霍莱切克
伊日·霍莱切克（捷克語：Jiří Holeček，1944年3月18日—），捷克男子冰球运动员。他曾代表捷克斯洛伐克国家队参加1972年和1976年冬季奥林匹克运动会冰球比赛，获得一枚银牌和一枚铜牌。